# Фомичёв, Юрий Иванович
Юрий Иванович Фомичёв (7 апреля 1914, с. Сергиевка, Аткарский уезд, Саратовская губерния, Российская империя — 1 марта 1971, Москва, РСФСР, СССР) — советский актёр театра, кино и озвучивания.

## Биография
Родился 7 апреля 1914 года в селе Сергиевка Аткарского уезда Саратовской губернии, в крестьянской семье.
Окончил школу-семилетку, а в 1929 году поступил в железнодорожную школу фабрично-заводского ученичества, но в то время Фомичёва заинтересовала актёрская деятельность из-за своего брата так как его брат уже делал первые шаги в театре, на которые смотрел в свободное время Юрий Фомичёв. Уходить из-за неоконченной учёбы у юношы не было возможности и после окончания фабрично-заводского ученичества потрудился слесарем по точной механике на электрозаводе, но вскоре по приглашению Саратовского театра Красной армии, Фомичёв ушёл к ним в труппу. После чего был актёром в других театрах, служил в Канавинском театре, в Нижегородском драматическом театре, в Тверском театре драмы, в Московском театре им. Пушкина. В фильмах начал сниматься с 1939 года по 70-е годы. Известность получил в середине 50-х годов.
Ушёл из жизни 1 марта 1971 года в Москве. Похоронен на Востряковском центральном кладбище (уч. 129).

## Фильмография
- 1939 — Четвёртый перископ
- 1944 — Нашествие — парень с гармошкой
- 1953 — Свадьба Кречинского (фильм-спектакль) — Тишка, швейцар в доме Муромских
- 1955 — Случай с ефрейтором Кочетковым — подполковник Трушин
- 1957 — Пастух (короткометражный) — мельник
- 1958 — Стучись в любую дверь — директор мебельной фабрики
- 1959 — Первый день мира — Семёныч, санитар)
- 1961 — Две жизни — один из солдат
- 1961 — Наш общий друг — Семён
- 1962 — На семи ветрах
- 1962 — Прозрение (короткометражный) — отец Павел — главная роль
- 1963 — Короткие мысли — сотрудник музея; 2-я и 3-я серия
- 1963 — Падение Карфагенова (короткометражный)
- 1964 — Укрощение строптивой — (фильм-спектакль)
- 1965 — Наш дом — сват, отец Нины
- 1966 — Симфония, рождённая заново (фильм-спектакль) — Егорыч
- 1967 — Двое, которые помнили… (короткометражный)
- 1968 — Три дня Виктора Чернышёва — Василий Захарович
- 1970 — Зыковы (фильм-спектакль) — Тараканов
- 1972 — Карнавал — адвокат
- 1971 — Поднятая целина (фильм-спектакль) — Яков Лукич Островнов

### Московский театр им. Пушкина
- Доброй ночи, Патриция! — Чанкайшист[3]
- Джентельмны из Чикаго — Уолтер Бернс[3]
- Доктор Вера — Пётр Павлович[3]
- Зыковы — Тараканов[3]

### Озвучивание
- 1956 — Не оглядывайся, сынок! — Лео (Югославия)
- 1958 — Тайны острова Бэк-Кап — инженер Серке (Чехословакия)